# Cesar (řeka)
Cesar (španělsky Río Cesar)  je řeka v severní Kolumbii, která je součástí povodí řeky Magdalena. Protéká povodím Cesar-Ranchería a odděluje pohoří Sierra Nevada de Santa Marta od pohoří Serranía del Perijá, jenž je prodloužením Východní Kordillery. Teče od severu k jihu, z pohoří Sierra Nevada de Santa Marta v departementu La Guajira sestupuje na území departementu Cesar a vtéká do bažin Zapatosa, kde se stáčí na jihozápad a po 280 kilometrech se vlévá do řeky Magdalena. Valledupar je jediné větší město na její trase.

## Přítoky
- Río Guatapurí[3]
- Río Ariguaní[3]
- Río Badillo[3]
- Řeka Villanueva o délce 43 km z pohoří Cerro Pintao.[4]
- Různé toky v bažinách Zapatosa, zahrnující:
  - mokřady Bartolazo;
  - mokřady Pancuiche;
  - mokřady Pancuichito;
  - mokřady La Palma;
  - mokřady Santo Domingo a
  - mokřady Tiojuancho.